# Хусбю (Вормси)
Ху́сбю (эст. Hosby), ранее Хо́сбе (эст. Hosbe), Хёвсбю (эст. Hövsbü), Хо́сби (эст. Hosbi), Гу́сбю — деревня в волости Вормси уезда Ляэнемаа, Эстония.

## География и описание
Расположена в южной части острова Вормси, в 9 километрах от волостного центра — деревни Хулло. Высота над уровнем моря —  9 метров.
От деревни Норрбю до Хусбю идёт один из двух островных озов, длина которого составляет 8 километров. Между деревнями Хусбю и Свибю находится ледниковый валун Скярестейн (Skärestein) (под защитой государства с 1941 года); его охват 22 метра, высота 3,4 метра. Юго-восточный конец деревни носит историческое название Обхольмен (Obholmen, Upholmi). Недалеко от Хусбю расположен остров Хобулайд, который входит в границы муниципалитета Хаапсалу.
В Хусбю есть полоса дубов, выросших на бывшем лесном лугу, где происходит их естественное возобновление. Район деревни является местом обитания охраняемых видов птиц и животных. На территории деревни находится часть природного парка Вормси. С 1 марта по 1 августа в природоохранной зоне ограничено передвижение по бездорожью и запрещено проведение массовых мероприятий.
Климат умеренный. Официальный язык — эстонский. Почтовый индекс — 91306.

## Население
По данным переписи населения 2021 года, в Хусбю проживали 3 человека, национальность неизвестна.
По состоянию на 1 января 2020 года в деревне насчитывалось 4 жителя: одна женщина и трое мужчин; 3 человека трудоспособного возраста (15–64 года) и один человек пенсионного возраста (65 лет и старше).
Численность населения деревни Хусбю:
| Год  | 1934 | 1948 | 1959 | 1970 | 1998 | 2000 | 2011 | 2017 | 2020 | 2021 |
| ---- | ---- | ---- | ---- | ---- | ---- | ---- | ---- | ---- | ---- | ---- |
| Чел. | 85   | ↘ 19 | ↘ 3  | → 3  | ↘ 0  | → 0  | → 0  | ↗ 3  | ↗ 4  | ↘ 3  |

## История
Хусбю — одна из самых молодых деревень на острове. Основана после 1894 года, когда расположенные на острове рыцарская мыза Магнусгоф и скотоводческая мыза Сёдерби были выкуплены Русской короной у дворянского семейства Штакельбергов. В источниках 1913 года упоминается как Гусбю. 
Официально Хосбю была создана в начале 1920-х годов после получения Эстонией независимости.
Перед въездом в деревню слева от дороги находятся руины мызы Сёдерби. В Обхольмене когда-то располагался самый старый порт острова, откуда осуществлялось сообщение с городом Хаапсалу.
До Второй мировой войны в Хусбю насчитывалось 19 хозяйств и 85 жителей.
В 1944 году в Швецию эмигрировал 71 житель деревни.
- Фотографии из Национального архива Эстонии. Эмиграция шведов и эстонцев с острова Вормси в Швецию, 27 августа 1944 года

## Происхождение топонима
Название деревни состоит из двух частей: немецкого hovs (родительный падеж от слова hov — «мыза») и шведского слова by — «деревня». Начальная часть топонима отсылает к мызе, на месте которой возникла новая деревня.